# Oppegård Station
Oppegård Station (Oppegård stasjon) er en norsk jernbanestation på Østfoldbanen i Oppegård kommune i Akershus fylke. Stationen består af to spor med hver sin sideliggende perron med læskure og en tidligere stationsbygning i rødmalet træ, der er opført efter tegninger af Peter Andreas Blix. Stationen betjenes af NSB's lokaltog mellem Stabekk og Ski. Den ligger 97,9 m.o.h., 18,25 km fra Oslo S.
Stationen åbnede 2. januar 1879 sammen med Østfoldbanen. Oprindeligt hed den Oppegaard, men den skiftede navn til Oppegård i april 1921. Den blev fjernstyret 21. juli 1988 og gjort ubemandet 1. januar 1991.